# Royaume du Nedjd et du Hedjaz
1926–1932
Entités précédentes :
- Sultanat du Nedjd
- Royaume du Hedjaz

Entités suivantes :
- Royaume d'Arabie saoudite

Le royaume du Hedjaz et du Nedjd (en arabe : مملكة الحجاز ونجد, Mamlakat al-Ḥijāz wa-Najd) fut la troisième incarnation du troisième État saoudien. Il a été fondé après la guerre et la conquête en 1925 du royaume du Hedjaz par le sultan du Nedjd Abdelaziz ben Abderrahmane Al Saoud.
Le roi déposé du Hedjaz, Ali ben Hussein, frère d'Abdallah Ier de Jordanie et de Fayçal Ier d'Irak, s'exile à Bagdad.
Le 8 janvier 1926, le sultan du Nedjd est couronné roi du Hedjaz dans la grande mosquée de La Mecque. Le 27 janvier 1927, il acquit également le titre de roi du Nedjd, par opposition à l'ancien titre de sultan qu'il détenait, établissant de fait une double monarchie. Le Royaume-Uni reconnaît le nouveau royaume par la signature du traité de Djeddah le 20 mai 1927.
Le 31 juillet 1928, le royaume est inclus dans l'accord de la ligne rouge permettant le monopole de la Turkish Petroleum Company sur l'exploitation du pétrole.
Le roi Ibn Séoud continue la guerre dans la péninsule avec la conquête des trois provinces yéménites de l'Asir, Najran et Jizan. Le 23 septembre 1932, il réunit ses conquêtes en un seul État, le royaume d'Arabie saoudite, reconnu deux années plus tard par le traité de Taëf.

## Dirigeants du Nedjd et du Hedjaz

### Roi du Nedjd et du Hedjaz (1926–1932)
| Portrait | Nom                                           | Début du règne | Fin du règne      | Notes                                                                  | Maison   |
| -------- | --------------------------------------------- | -------------- | ----------------- | ---------------------------------------------------------------------- | -------- |
|          | Abdelaziz (15 janvier 1875 – 9 novembre 1953) | 8 janvier 1926 | 22 septembre 1932 | Fils d'Abderrahmane ben Fayçal et de Sarah bint Ahmed as-Soudaïri (en) | Al Saoud |

### Vice-roi du Nedjd (1926–1932)
| Portrait | Nom                                       | Début du règne | Fin du règne      | Notes                                                   | Maison   |
| -------- | ----------------------------------------- | -------------- | ----------------- | ------------------------------------------------------- | -------- |
|          | Saoud (15 janvier 1902 – 23 février 1969) | 8 janvier 1926 | 22 septembre 1932 | Fils d'Abdelaziz et de Wada bint Mohammed Al Oraïr (en) | Al Saoud |

### Vice-roi du Hedjaz (1926–1932)
| Portrait | Nom                                   | Début du règne | Fin du règne      | Notes                                                          | Maison   |
| -------- | ------------------------------------- | -------------- | ----------------- | -------------------------------------------------------------- | -------- |
|          | Fayçal (14 avril 1906 – 25 mars 1975) | 8 janvier 1926 | 22 septembre 1932 | Fils d'Abdelaziz et de Tarfah bint Abdallah Al ach-Cheikh (en) | Al Saoud |